# 訃報 2022年9月
訃報 2022年9月（ふほう 2022ねん9がつ）では、2022年9月に物故し、もしくは物故が報じられた人物について記載する。

## 1日 - 15日

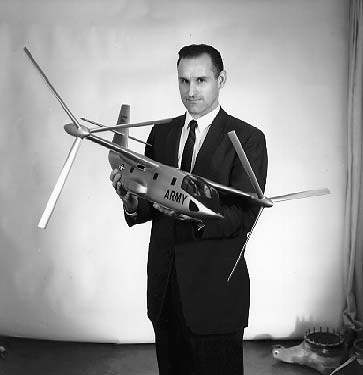
ケニス・ウェルニッケ／9月1日没

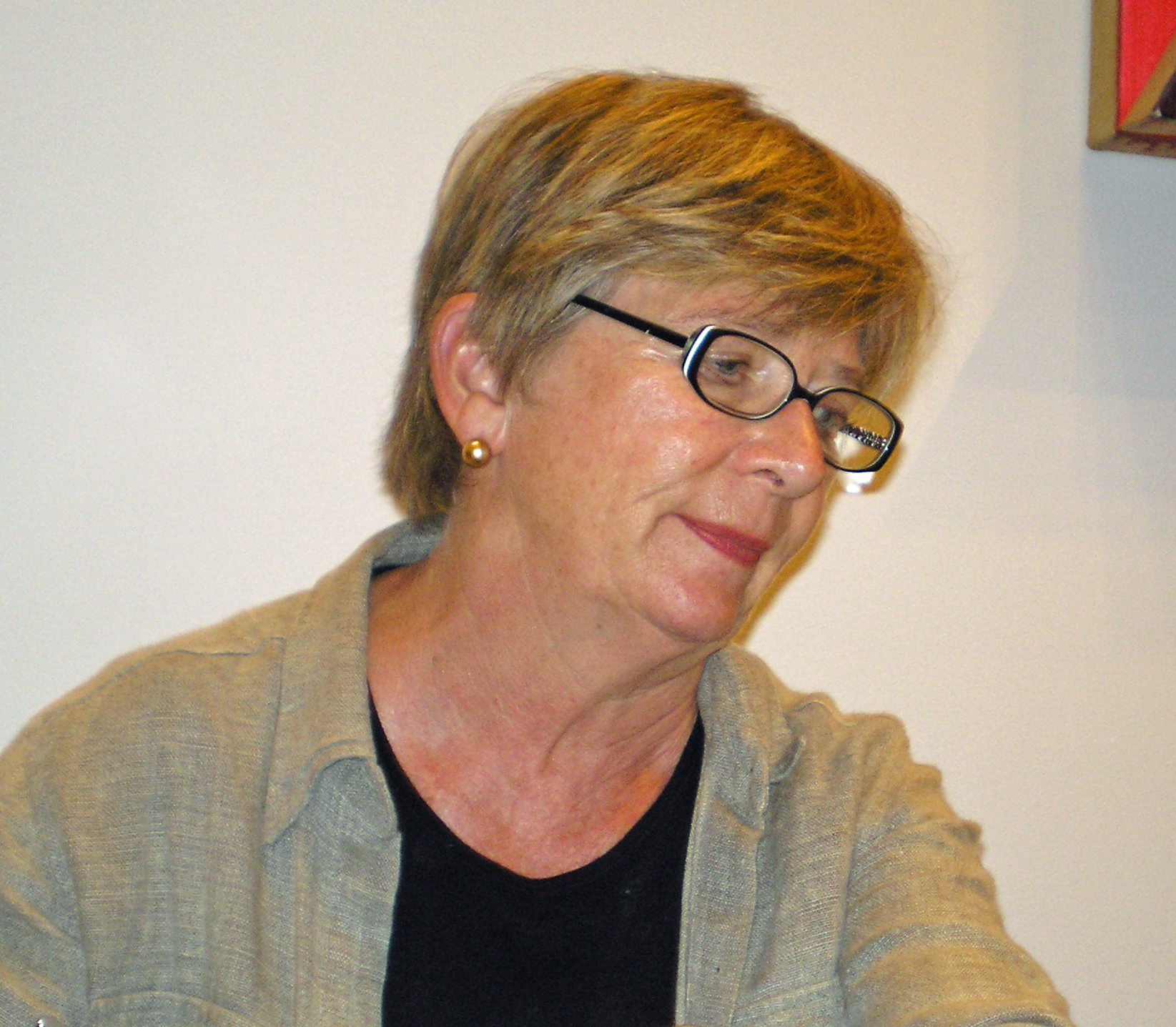
バーバラ・エーレンライク／9月1日没

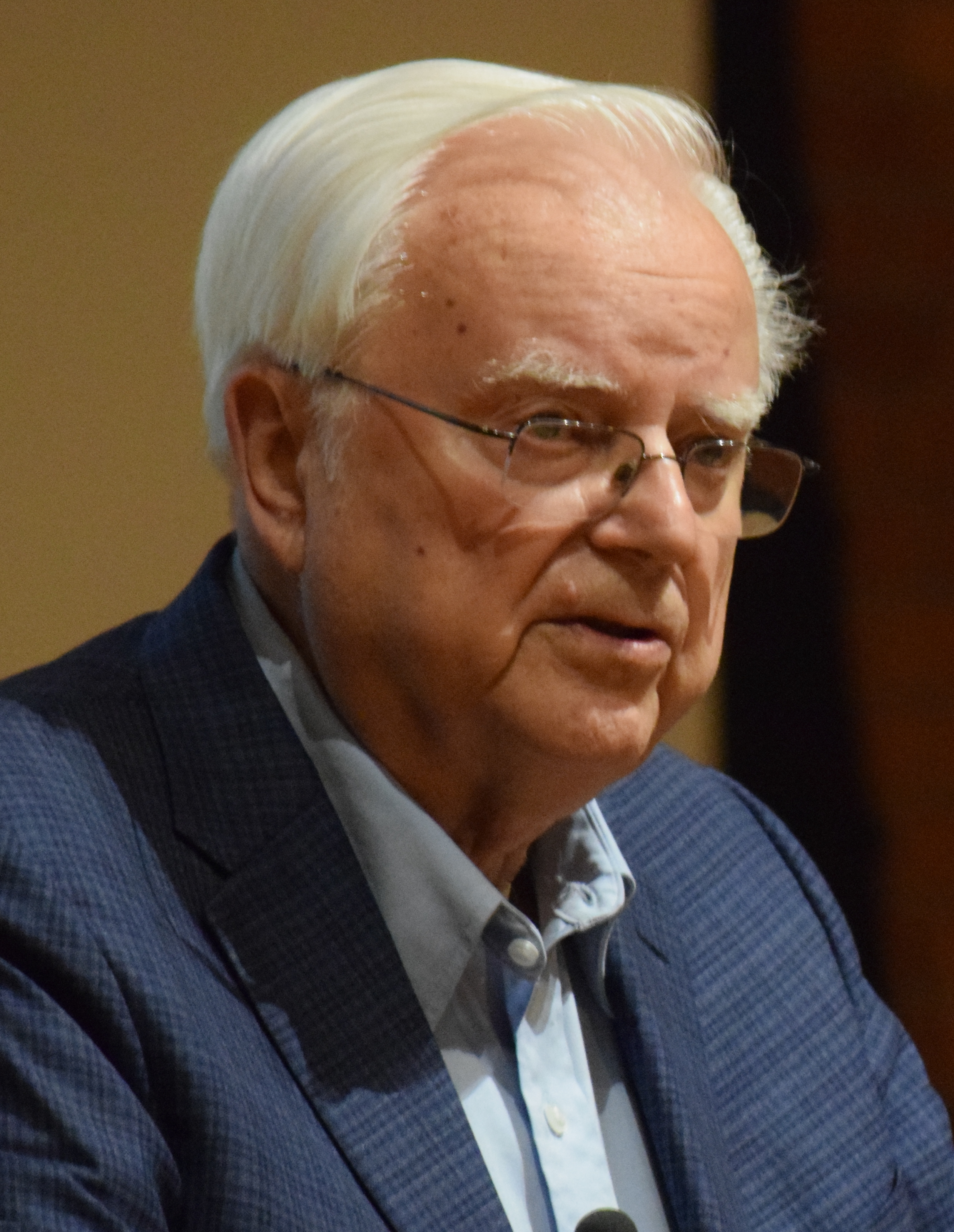
フランク・ドレイク／9月2日没

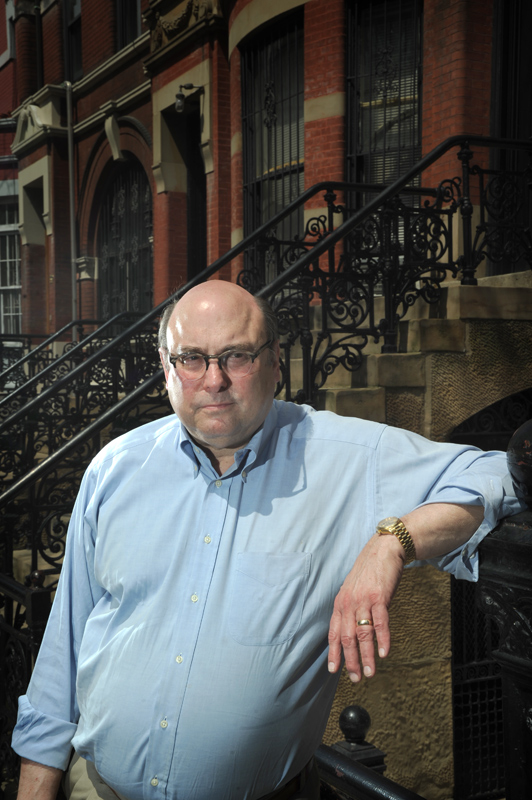
ピーター・ストラウブ／9月4日没

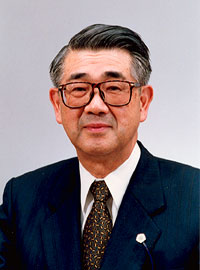
古川貞二郎／9月5日没

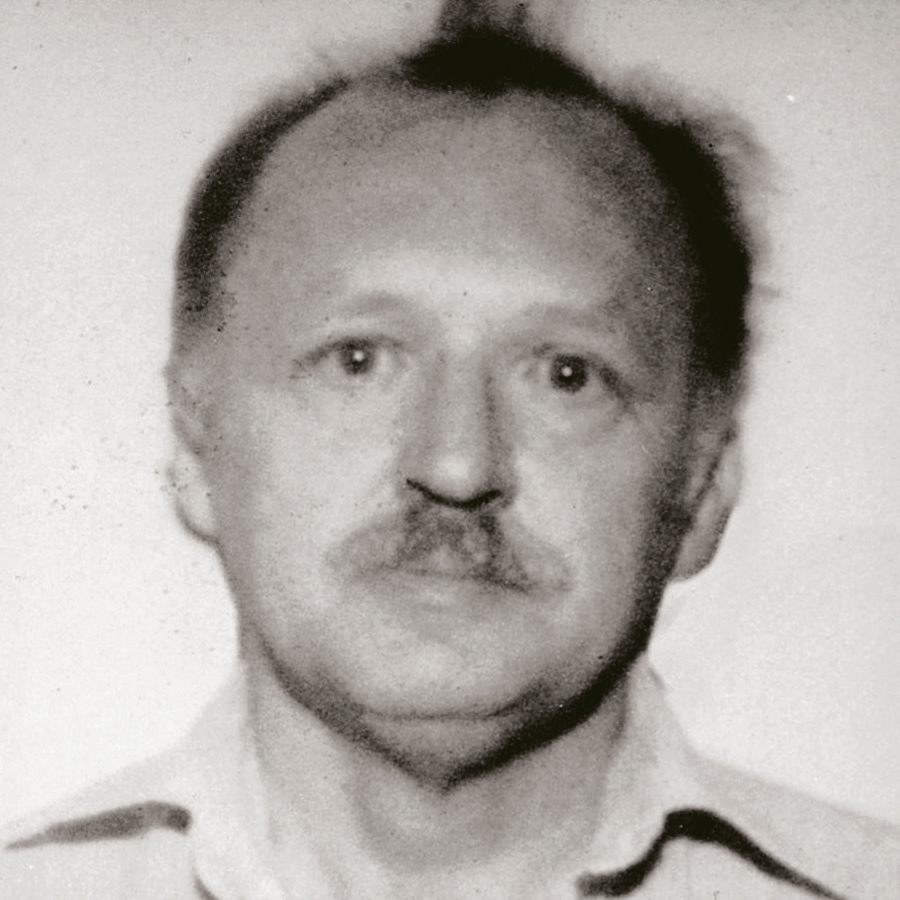
ロナルド・ペルトン／9月6日没

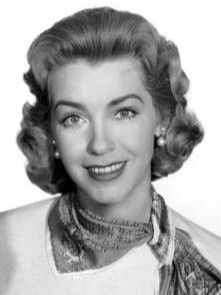
マーシャ・ハント／9月7日没

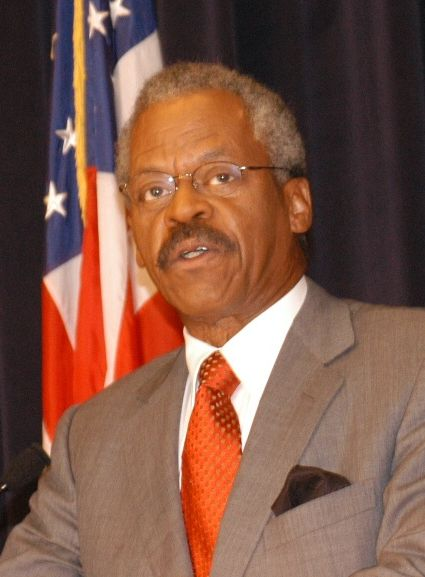
バーナード・ショー／9月7日没

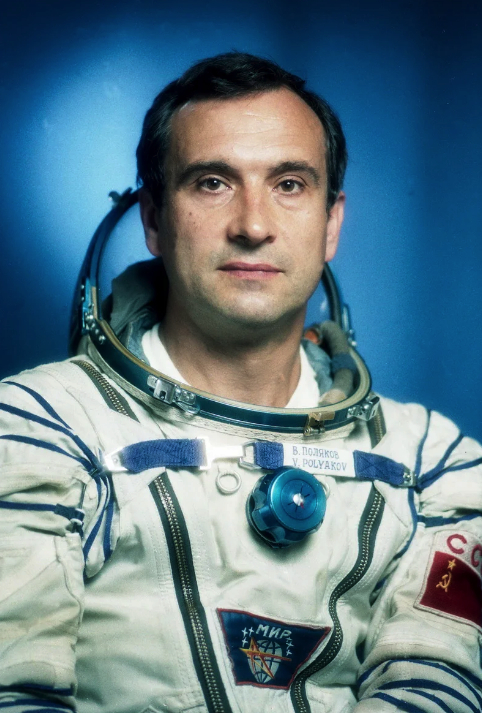
ワレリー・ポリャコフ／9月7日没

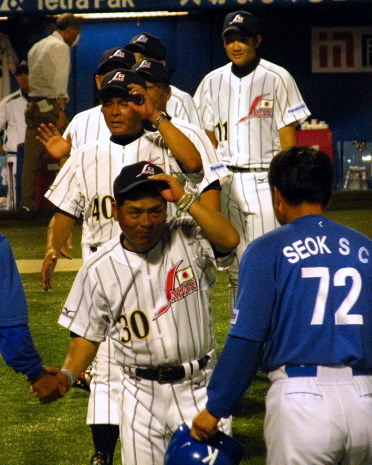
應武篤良（前から3番目の背番号・40）／9月7日没

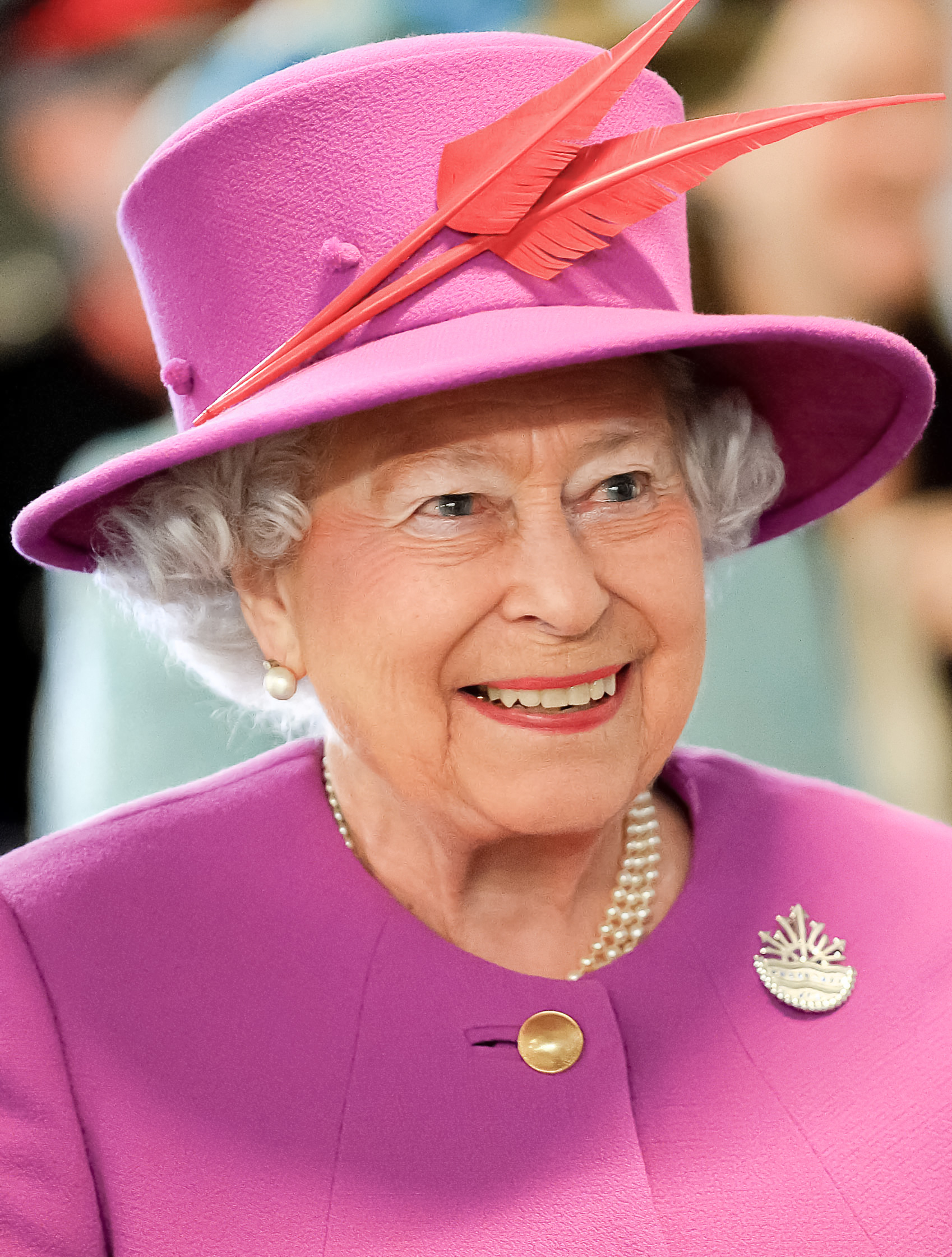
エリザベス2世／9月8日没

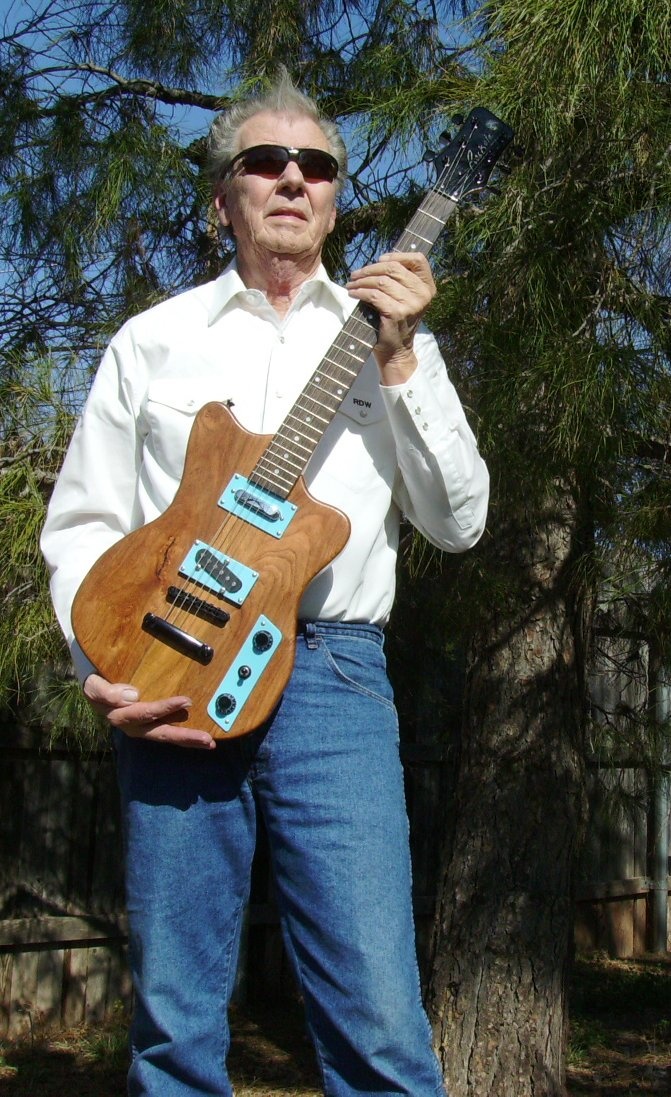
ソニー・ウェスト／9月8日没

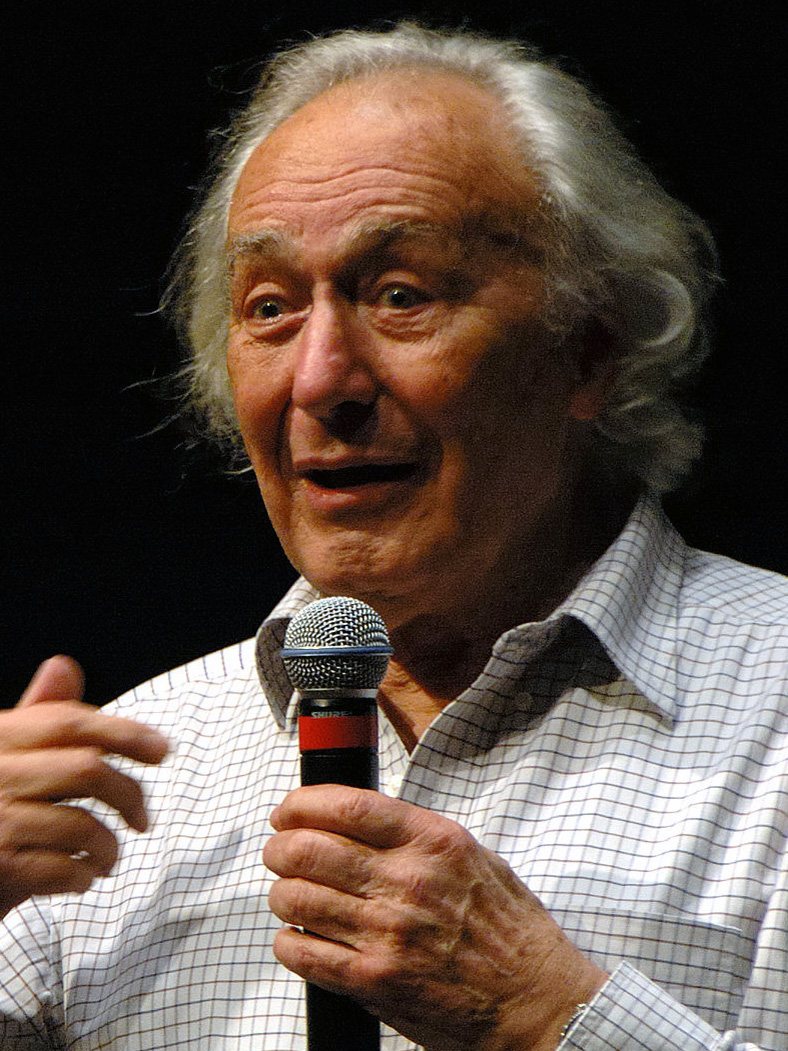
ウィリアム・クライン／9月10日没

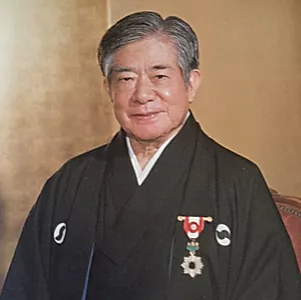
照喜名朝一／9月10日没

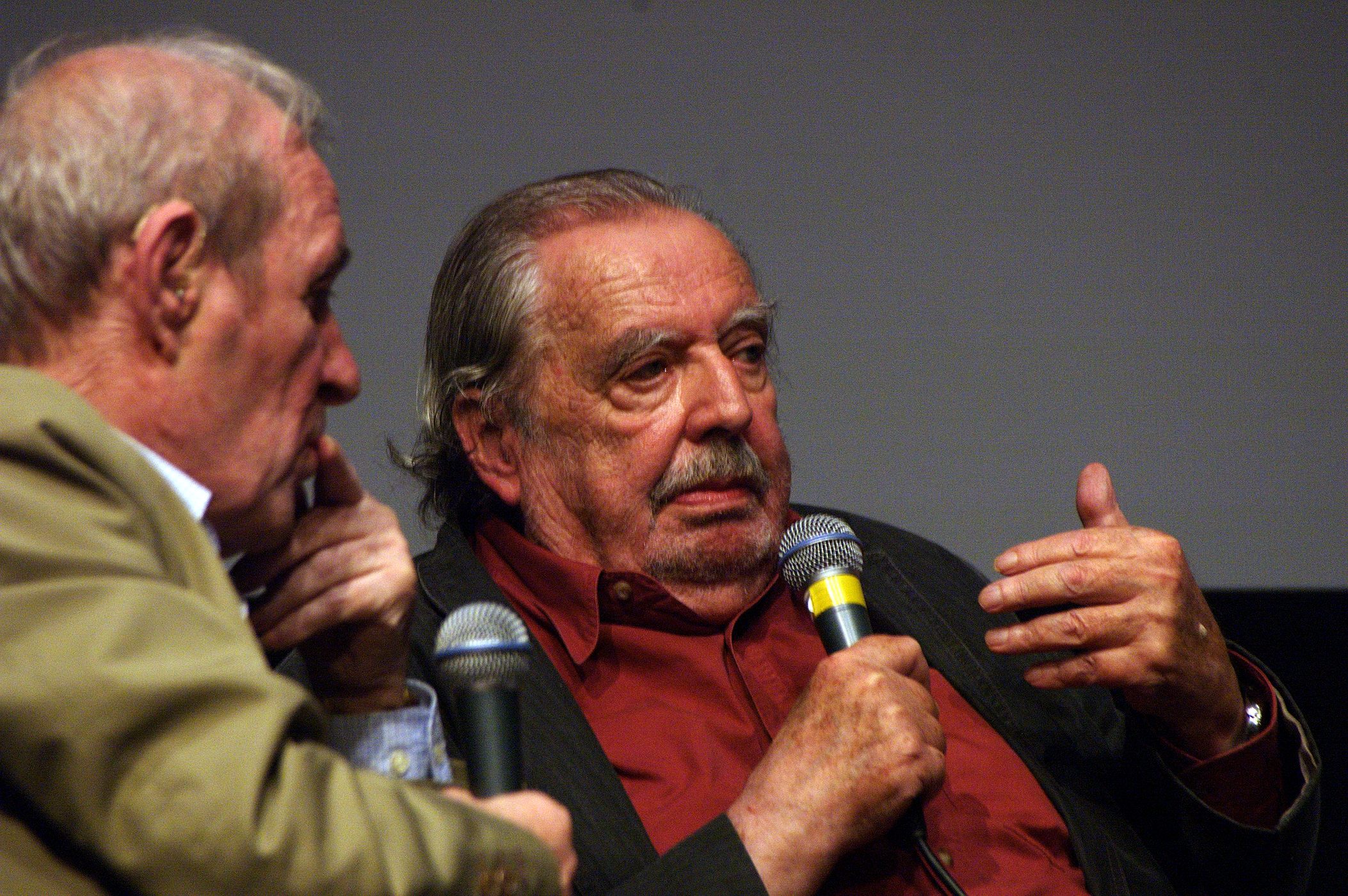
アラン・タネール／9月11日没

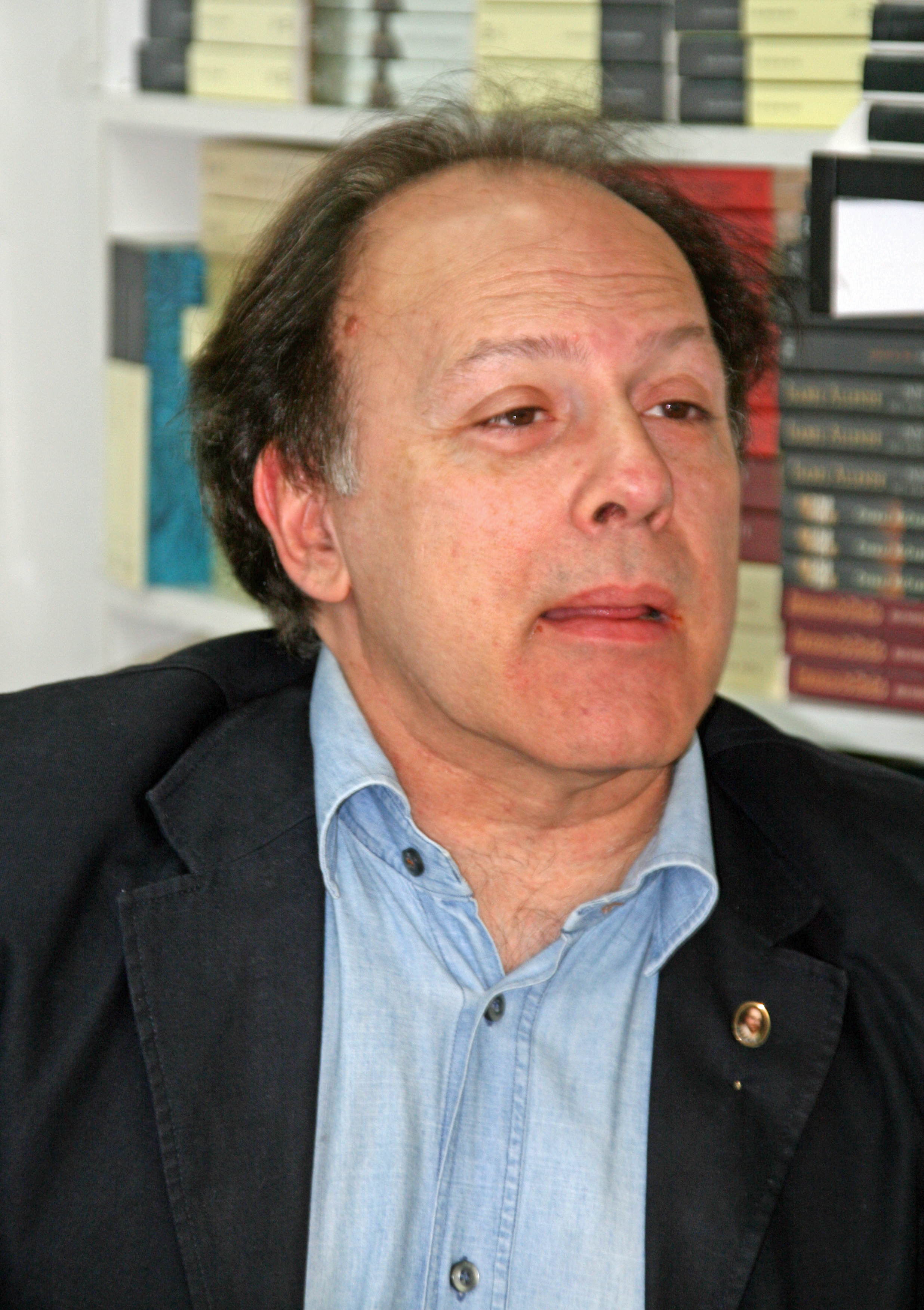
ハビエル・マリアス／9月11日没

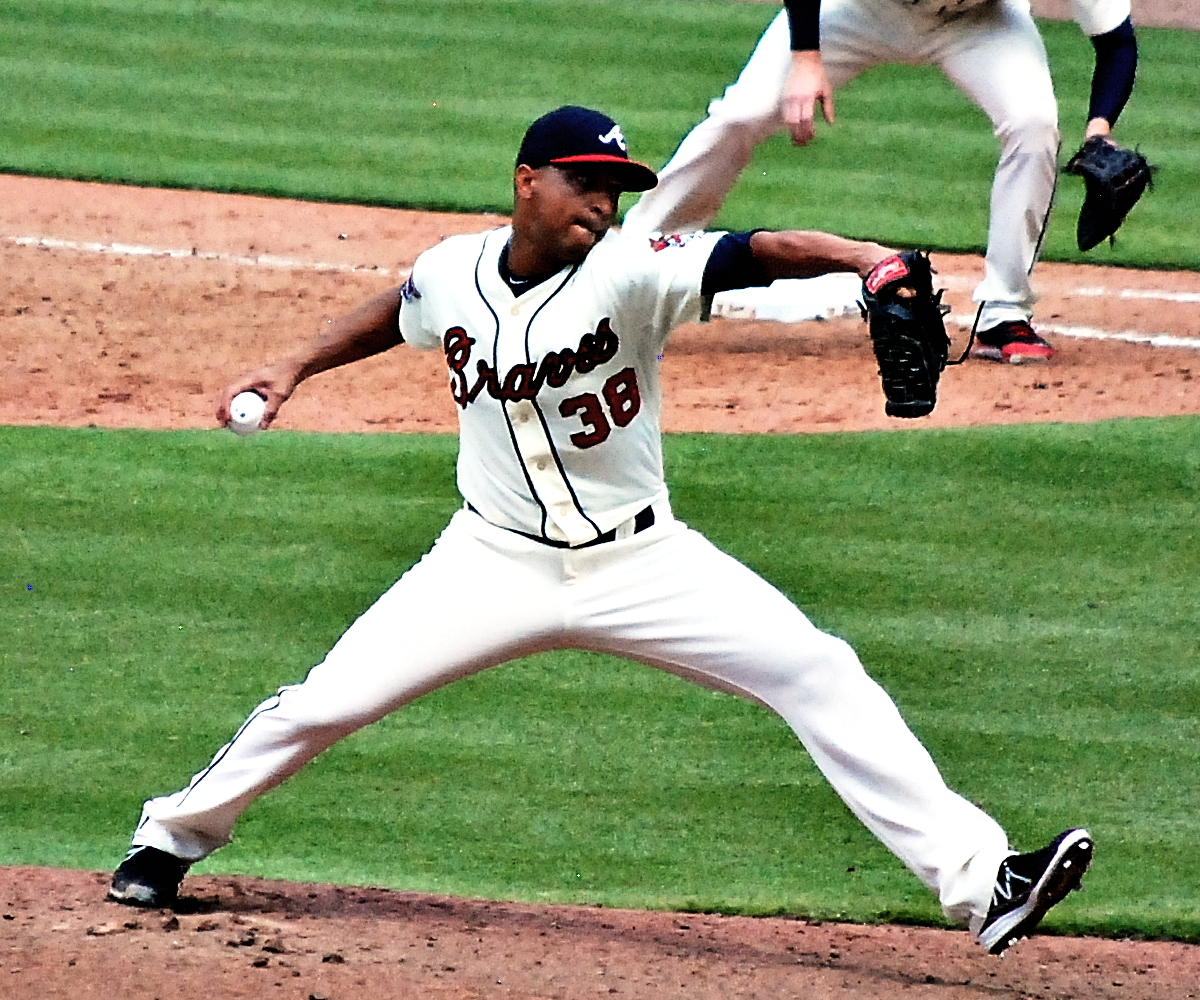
アンソニー・バルバロ／9月11日没

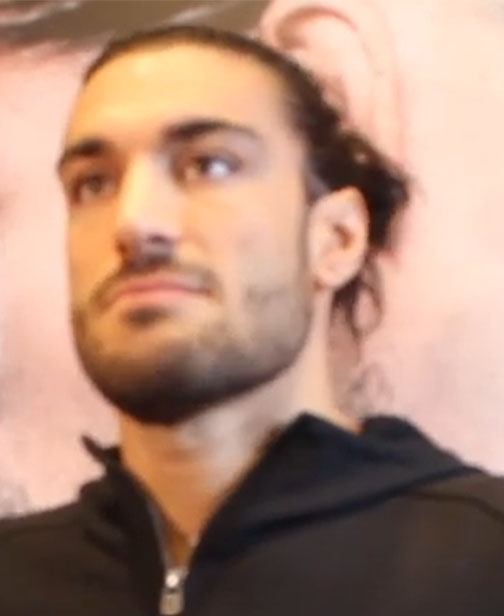
イライアス・テオドロウ／9月11日没

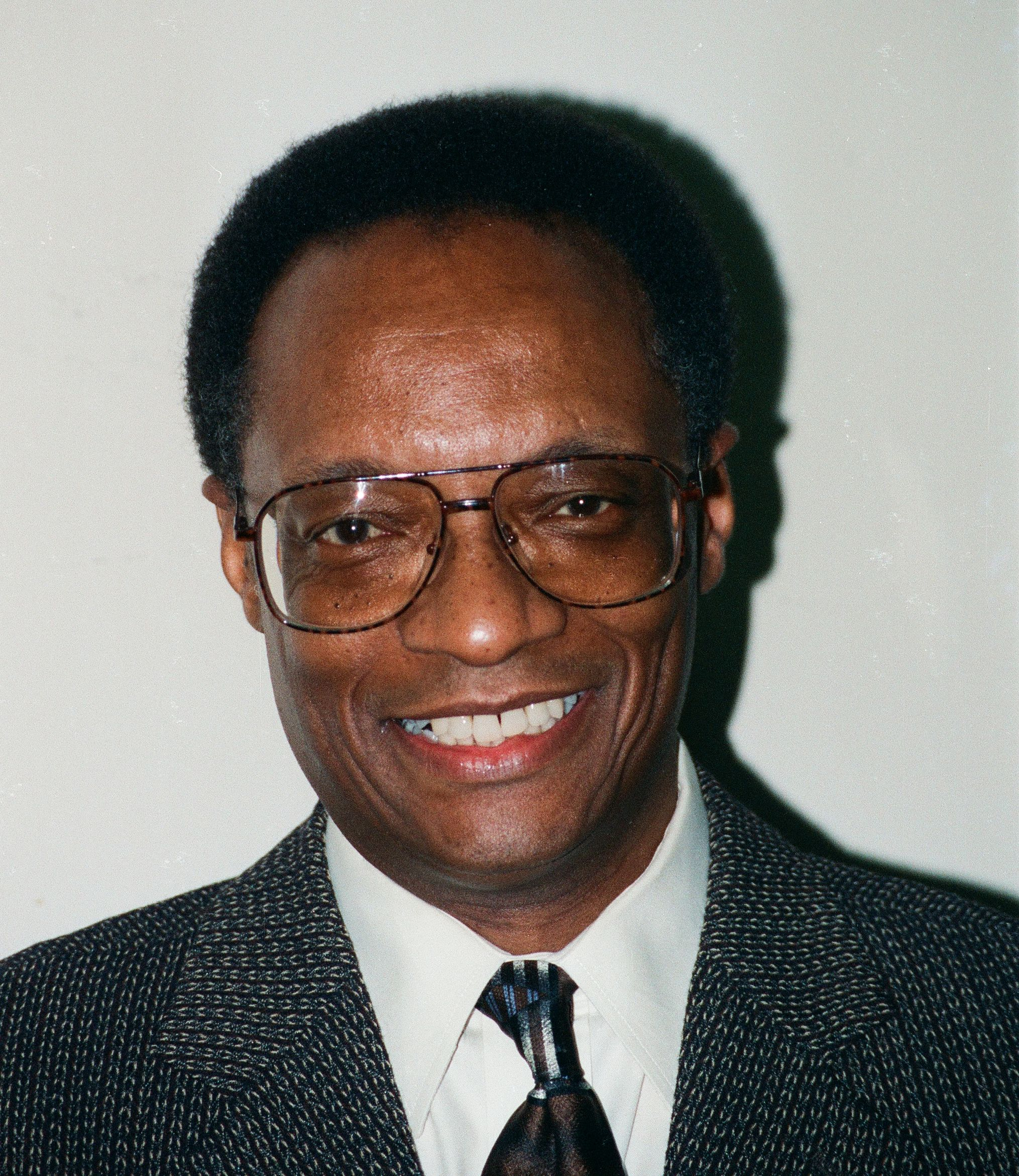
ラムゼイ・ルイス／9月12日没

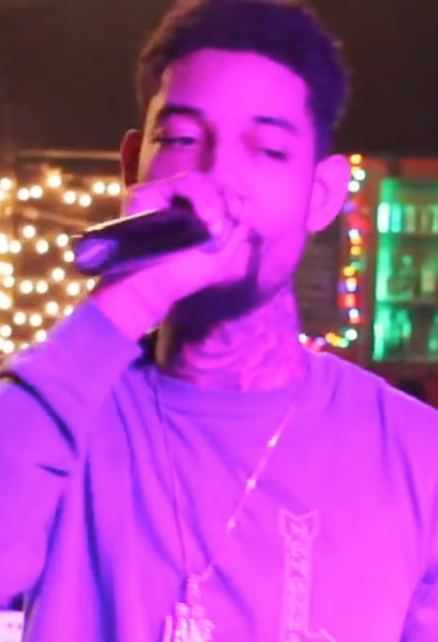
PnBロック／9月12日没

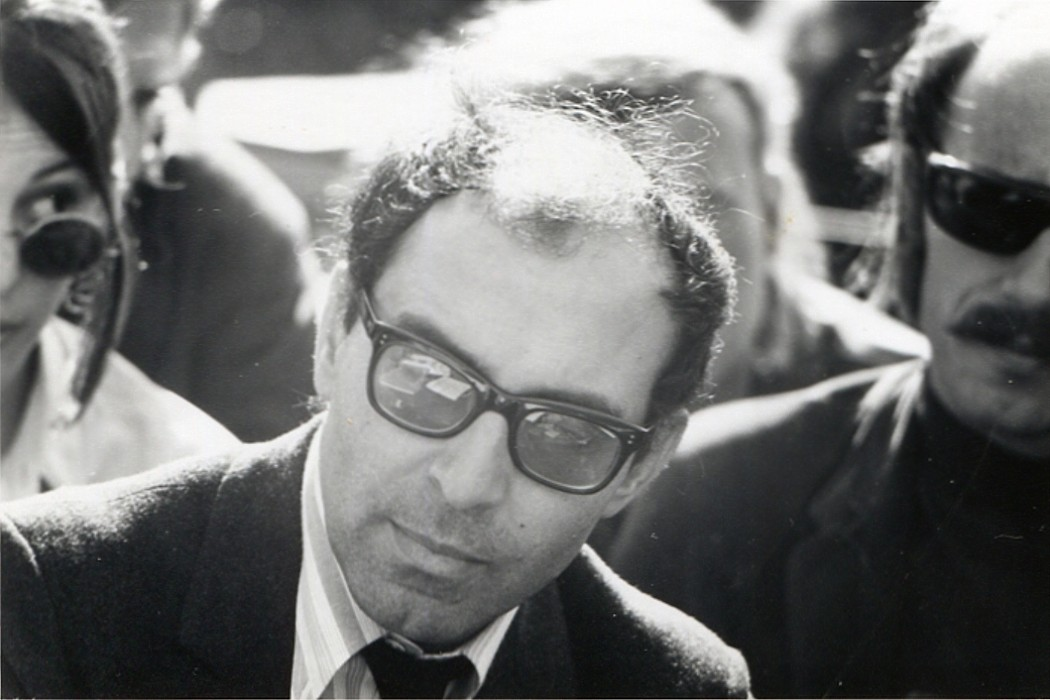
ジャン＝リュック・ゴダール／9月13日没

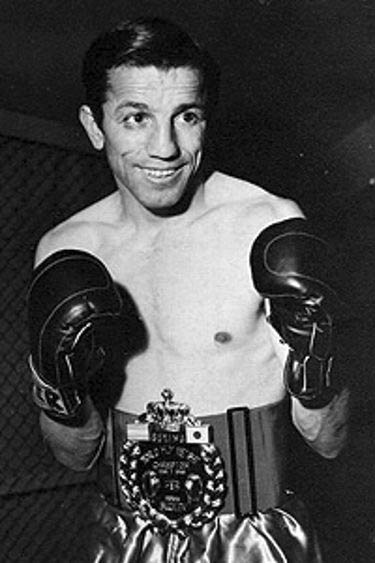
オラシオ・アカバリョ／9月13日没

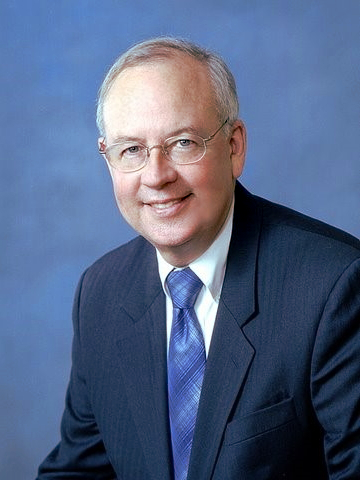
ケン・スター／9月13日没

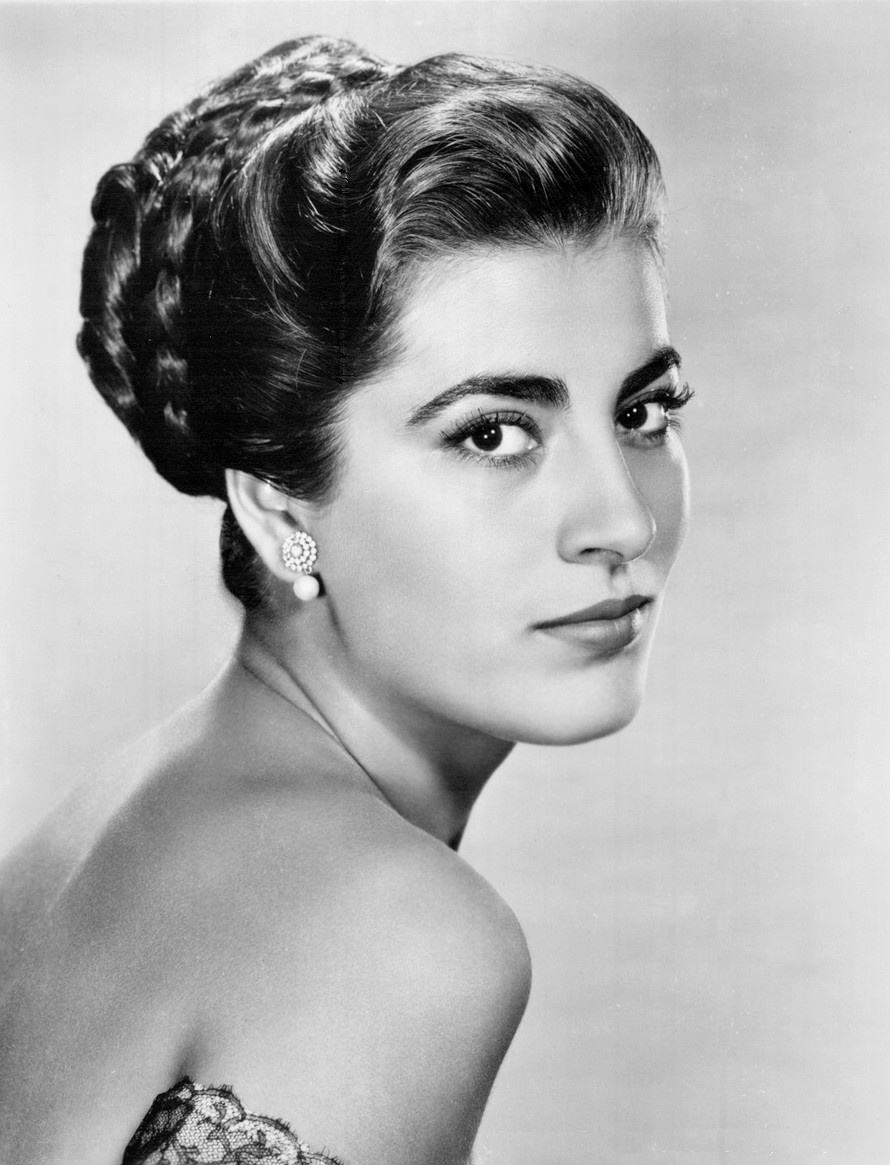
イレーネ・パパス／9月14日没

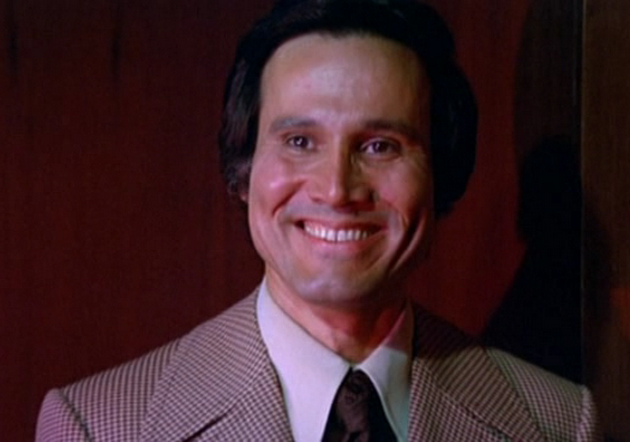
ヘンリー・シルヴァ／9月14日没

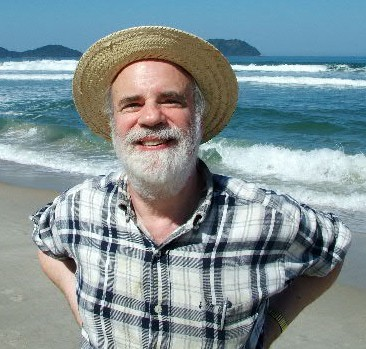
ソール・クリプキ／9月15日没

- 9月1日 - 朱英浩（中国語版）、中華人民共和国の変圧器技師、瀋陽工業大学（中国語版）教授（* 1929年）[1]
- 9月1日 - 高田一郎、日本の舞台美術家、武蔵野美術大学名誉教授（* 1929年）[2]
- 9月1日 - ケニス・ウェルニッケ、アメリカ合衆国の航空宇宙技術者（* 1932年）[3]
- 9月1日 - 結城良熙、日本の映画プロデューサー（* 1939年）[4]
- 9月1日 - 岩本芳修、日本のディレクター、プロデューサー、元STVラジオプロデューサー（* 1940年または1941年）[5][6][7]
- 9月1日 - バーバラ・エーレンライク、アメリカ合衆国の作家、社会運動家（* 1941年）[8]
- 9月1日 - アーニー・シェーバーズ（英語版）、アメリカ合衆国の元プロボクサー（* 1944年）[9]
- 9月1日 - フランソワ＝ベルナール・ユイグ（英語版）、フランスのエッセイスト、政治学者（* 1951年）[10]
- 9月1日 - ラビル・マガノフ（ロシア語版）、ロシア連邦の実業家、ルクオイル会長（* 1954年）[11]
- 9月1日 - 諸角憲一、日本の俳優、声優（* 1955年）[12]
- 9月2日 - 山本智子、日本の声楽家（* 1924年）[13]
- 9月2日 - フランク・ドレイク、アメリカ合衆国の天文学者、天体物理学者（* 1930年）[14]
- 9月2日 - 鄭再発、台湾の名誉司教（* 1932年）[15]
- 9月2日 - ジョルディ・セルベリョ（英語版）、スペインの作曲家（* 1935年）[16]
- 9月2日 - 西川正純、日本の政治家、元新潟県柏崎市長（* 1943年）[17]
- 9月2日 - ドラミー・ゼブ（英語版）、イギリスのレゲエミュージシャン、アスワドメンバー（* 1959年）[18]
- 9月2日 - グスタボ・アーナル（英語版）、ベネズエラの実業家、ベッド・バス・アンド・ビヨンドCFO（* 1970年?）[19]
- 9月3日 - 野田一夫、日本の経営学者、事業構想大学院大学・多摩大学名誉学長、日本総合研究所名誉会長、全国経営者団体連合会会長（* 1927年）[20]
- 9月3日 - 林孝矩、日本の政治家、元公明党衆議院議員（* 1938年）[21]
- 9月3日 - 宮村忠、日本の河川工学者、関東学院大学名誉教授（* 1939年）[22]
- 9月3日 - 栗田広、日本の医学者、精神科医、東京大学名誉教授、医学博士（* 1945年）[23]
- 9月3日 - 中島耕治、日本のジャーナリスト、実業家、元和歌山放送社長、元毎日新聞大阪本社編集局次長（* 1948年?）[24]
- 9月3日 - 山本進一、日本の農学者、豊橋技術科学大学元副学長、名古屋大学名誉教授（* 1952年）[25]
- 9月3日 - ユリ・バシカトフ（英語版）、ソビエト連邦の水泳選手、1988年ソウル・1992年バルセロナオリンピック銀メダリスト（ *1968年）[26]
- 9月3日 - シャベス・ハート（英語版）、バハマの陸上競技選手（* 1992年）[27]
- 9月4日 - ボー・ブルンデン（英語版）、スウェーデンの俳優（* 1937年）[28]
- 9月4日 - ボリス・ラグティン（英語版）、ロシアの元ボクシング選手、1964年東京・1968年メキシコシティーオリンピックライトミドル級金メダリスト（* 1938年）[29]
- 9月4日 - ピーター・ストラウブ、アメリカ合衆国の小説家、幻想文学作家、ホラー作家（* 1943年）[30]
- 9月4日 - サイラス・ミストリー（英語版）、インド出身のアイルランドの実業家、元タタ・グループ会長（* 1968年）[31]
- 9月5日 - 古川貞二郎、日本の元厚生官僚、元内閣官房副長官（* 1934年）[32]
- 9月5日 - 廣島敦隆、日本の弁護士、「黒い雨」訴訟弁護団長（* 1945年?）[33]
- 9月5日 - 古田悦造、日本の地理学者、東京学芸大学名誉教授（* 1950年）[34]
- 9月5日 - おおたか静流、日本のミュージシャン（* 1953年）[35]
- 9月5日 - マーク・リッテル（英語版）、アメリカ合衆国の元メジャーリーガー【カンザスシティ・ロイヤルズ、セントルイス・カージナルス所属】（* 1953年）[36]
- 9月5日 - ラルス・フォークト、ドイツのピアニスト、指揮者（* 1970年）[37]
- 9月6日 - 属正、日本の実業家、元西部ガス（現西部ガスホールディングス）社長（* 1923年）[38]
- 9月6日 - 香川達夫、日本の法学者、学習院大学名誉教授（* 1926年）[39]
- 9月6日 - 神坂次郎、日本の小説家（* 1927年）[40]
- 9月6日 - シドニー・シューメーカー、アメリカ合衆国の哲学者、コーネル大学元教授（* 1931年）[41]
- 9月6日 - 笠原良郎、日本の元中学校・高校教諭、公益社団法人理事、元全国学校図書館協議会理事長（* 1931年）[42]
- 9月6日 - 福井達雨、日本の教育者、止揚学園創設者（* 1932年）[43]
- 9月6日 - 佐藤嘉恭、日本の元外交官、元外務省大臣官房長・在中国特命全権大使（* 1934年）[44]
- 9月6日 - ジュスト・ジャカン、フランスの映画監督、写真家（* 1940年）[45]
- 9月6日 - ロナルド・ペルトン、アメリカ合衆国の元国家安全保障局職員、ソビエト連邦のスパイ（* 1941年）[46]
- 9月6日 - 青澤唯夫、日本の音楽評論家（* 1941年）[47]
- 9月6日 - 平田誠一、日本の実業家、元ブラザー工業社長（* 1946年）[48]
- 9月6日 - オルガ・アンドリアノワ、ロシアの女子カーリングコーチ（* 1952年）[49]
- 9月7日 - マーシャ・ハント、アメリカ合衆国の女優（* 1917年）[50]
- 9月7日 - 山口昌一郎、日本の電磁気学者、東京工科大学名誉教授（* 1928年）[51]
- 9月7日 - 櫛田一男、日本の政治家、元福島県いわき市長（* 1937年）[52]
- 9月7日 - バーナード・ショー、アメリカ合衆国のジャーナリスト（* 1940年）[53]
- 9月7日 - ワレリー・ポリャコフ、ロシアの宇宙飛行士（* 1942年）[54][55]
- 9月7日 - ピート・スフライフェルス（オランダ語版）、オランダの元サッカー選手・指導者、元同国代表（* 1946年）[56]
- 9月7日 - 高橋昭雄、日本のアマチュア野球選手・監督、元東洋大学硬式野球部監督（* 1948年）[57]
- 9月7日 - 渡部又兵衛、日本のコメディアン、コントグループ「ザ・ニュースペーパー」メンバー（* 1950年）[58]
- 9月7日 - 應武篤良、日本のアマチュア野球選手・監督、元新日本製鐵君津硬式野球部・早稲田大学野球部監督（* 1958年）[59]
- 9月7日 - ウィリアム・ルーセー（英語版）、ニュージーランド出身のトンガの元ラグビーユニオン選手、元同国代表【ヤマハ発動機所属】、スポーツ解説者（* 1967年）[60]
- 9月7日 - ランス・マッケイ（英語版）、アメリカ合衆国の犬ぞりレース選手、4度のイディタロッド・トレイル（英語版）およびユーコン・クエスト優勝者（* 1970年）[61]
- 9月8日 - エリザベス2世、イギリスのウィンザー朝第4代女王（* 1926年）[62]
- 9月8日 - 鈴木志郎康、日本の詩人、映像作家（* 1935年）[63]
- 9月8日 - ソニー・ウェスト、アメリカ合衆国のロカビリーミュージシャン（* 1937年）[64]
- 9月9日 - 上田幹藏、日本の国内男性最高齢だった人物（* 1910年）[65]
- 9月9日 - ジャック・ギング（英語版）、アメリカ合衆国の俳優（* 1931年）[66]
- 9月9日（訃報発表日） - トレヴァー・トムキンス、イギリスのジャズドラマー（* 1941年）[67]
- 9月9日 - 宮崎洋一、日本の歌手、ギタリスト、元SKAFUNKメンバー（* 生年不明）[68]
- 9月10日 - ウィリアム・クライン、アメリカ合衆国出身のフランスの写真家、映画監督（* 1926年）[69]
- 9月10日 - 照喜名朝一、日本の三線奏者、人間国宝（* 1932年）[70]
- 9月10日 - 高見のっぽ、日本の俳優、歌手、絵本・造形作家（* 1934年）[71]
- 9月10日 - 国重忠之、日本の実業家、元カンロ社長（* 1937年）[72]
- 9月10日 - 塩谷章、日本の実業家、元住友電設社長（* 1937年）[73]
- 9月10日 - イヴァン・ペチョーリン、ロシアの実業家、極東・北極圏発展公社航空産業担当マネージングディレクター（* 1983年）[74]
- 9月11日 - アラン・タネール、スイスの映画監督（* 1929年）[75]
- 9月11日 - 久米是志、日本の実業家、自動車エンジニア、元本田技研工業社長（* 1932年）[76]
- 9月11日 - 岩元恭一、日本の実業家、山形屋社主（* 1939年）[77]
- 9月11日 - 柳家せん八、日本の落語家（* 1948年）[78]
- 9月11日 - ハビエル・マリアス、スペインの小説家、翻訳家、コラムニスト（* 1951年）[79]
- 9月11日 - アンソニー・バルバロ、アメリカ合衆国の元MLB選手【アトランタ・ブレーブスなどに所属】、警察官（* 1984年）[80]
- 9月11日 - イライアス・テオドロウ、カナダの元総合格闘家（* 1988年）[81]
- 9月12日 - 金久正弘、日本の電気工学者・電子工学者、神戸大学名誉教授（* 1916年）[82]
- 9月12日 - ラムゼイ・ルイス、アメリカ合衆国のジャズピアニスト、作曲家（* 1935年）[83]
- 9月12日 - 大澤義介、日本の教育者、弘前大学名誉教授（* 1935年）[84]
- 9月12日 - 水野龍司、日本の俳優、声優（* 1952年）[85]
- 9月12日 - 宮沢章夫、日本の劇作家、演出家、作家（* 1956年）[86]
- 9月12日 - オレクサンドル・シャプバル（ウクライナ語版）、ウクライナのバレエダンサー、志願兵（* 1975年）[87]
- 9月12日 - PnBロック、アメリカ合衆国のラッパー（* 1991年）[88]
- 9月13日（遺体発見日） - 平良敏子、日本の染織家、人間国宝（* 1921年）[89]
- 9月13日 - ジャン＝リュック・ゴダール、フランスの映画監督（* 1930年）[90]
- 9月13日 - 徐大粛、大韓民国の政治学者（* 1931年）[91]
- 9月13日 - オラシオ・アカバリョ、アルゼンチンの元プロボクサー、元WBA・WBC世界フライ級王者（* 1934年）[92]
- 9月13日 - 矢尾板貞雄、日本の元プロボクサー、スポーツ解説者、元OBF東洋フライ級王者（* 1935年）[93]
- 9月13日 - ケン・スター、アメリカ合衆国の法律家、第46代訟務長官、独立検察官（* 1946年）[94]
- 9月13日 - ジェシー・パウエル（英語版）、アメリカ合衆国のR&Bシンガー（* 1971年）[95]
- 9月14日 - ジャイルズ・B・クロプシー、アメリカ合衆国のスーパーセンテナリアン（* 1911年）[96]
- 9月14日 - 加藤達成、日本の書家（* 1924年）[97]
- 9月14日 - イレーネ・パパス、ギリシャの女優（* 1926年）[98]
- 9月14日 - ヘンリー・シルヴァ、アメリカ合衆国の俳優（* 1926年）[99]
- 9月14日 - 劉引商（中国語版）、台湾の女優（* 1937年）[100]
- 9月14日 - 横尾武夫、日本の天文学者、大阪教育大学名誉教授（* 1939年）[101]
- 9月14日 - ジム・ポスト（英語版）、アメリカ合衆国のフォークミュージシャン、フレンズ＆ラヴァー（英語版）メンバー（* 1939年）[102]
- 9月14日 - ニコラエ・ザムフィール、ルーマニアの元サッカー選手・指導者、元ジェフユナイテッド市原監督（* 1944年）[103]
- 9月14日 - ウラジーミル・サンゴルキン（ロシア語版）、ロシアのジャーナリスト、実業家、コムソモリスカヤ・プラウダ編集長兼CEO（* 1954年）[104]
- 9月14日 - ダーヴィド・アンデション（英語版）、スウェーデンのギタリスト、ソイルワークメンバー（* 1975年）[105]
- 9月15日 - 植田平一、日本の宗教学者、天理大学元学長（* 1920年）[106]
- 9月15日 - 松本千代栄、日本の舞踊学者、お茶の水女子大学名誉教授（* 1920年）[107]
- 9月15日 - イェルク・フェルバー、ドイツの指揮者（* 1929年）[108]
- 9月15日 - 六代目三遊亭圓窓、日本の落語家（* 1940年）[109]
- 9月15日 - ソール・クリプキ、アメリカ合衆国の哲学者、論理学者（* 1940年）[110]
- 9月15日 - ブライアン・ビニー（英語版）、アメリカ合衆国の元海軍軍人、スペースシップワンテストパイロット（* 1953年）[111]
- 9月15日 - 荒井千裕、日本のピアニスト（* 1965年）[112]

## 16日 - 30日

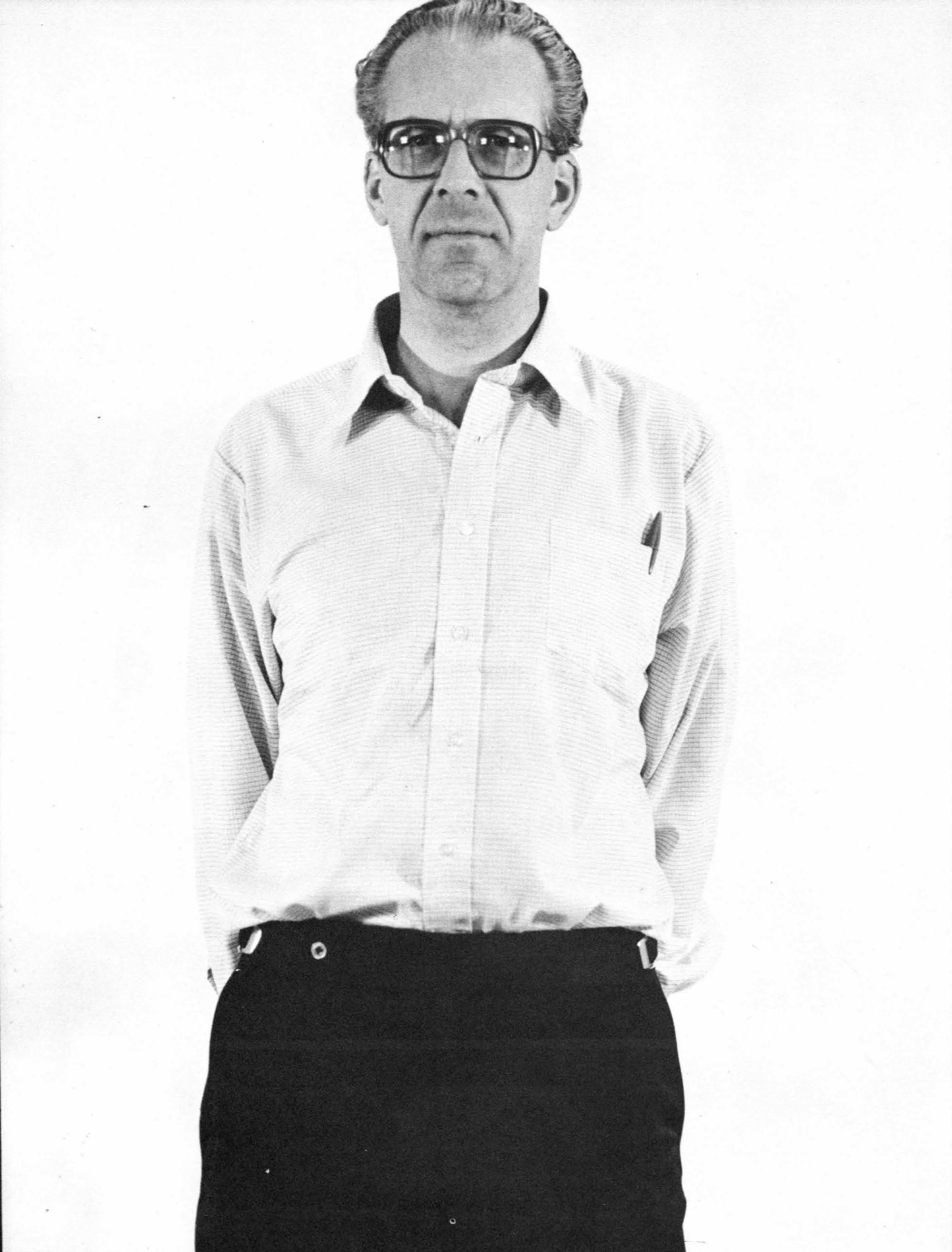
マーテン・シュミット／9月17日没

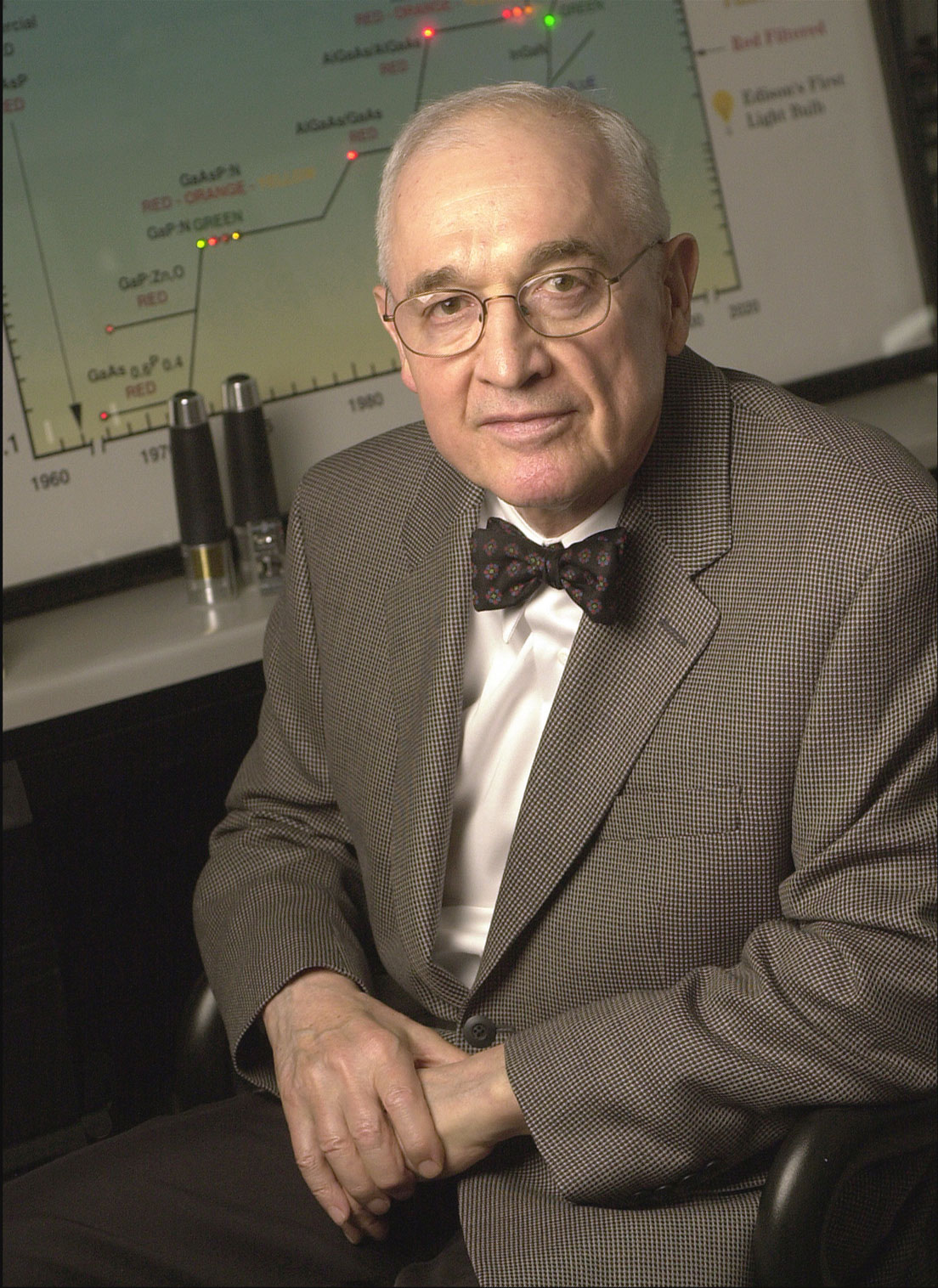
ニック・ホロニアック／9月18日没

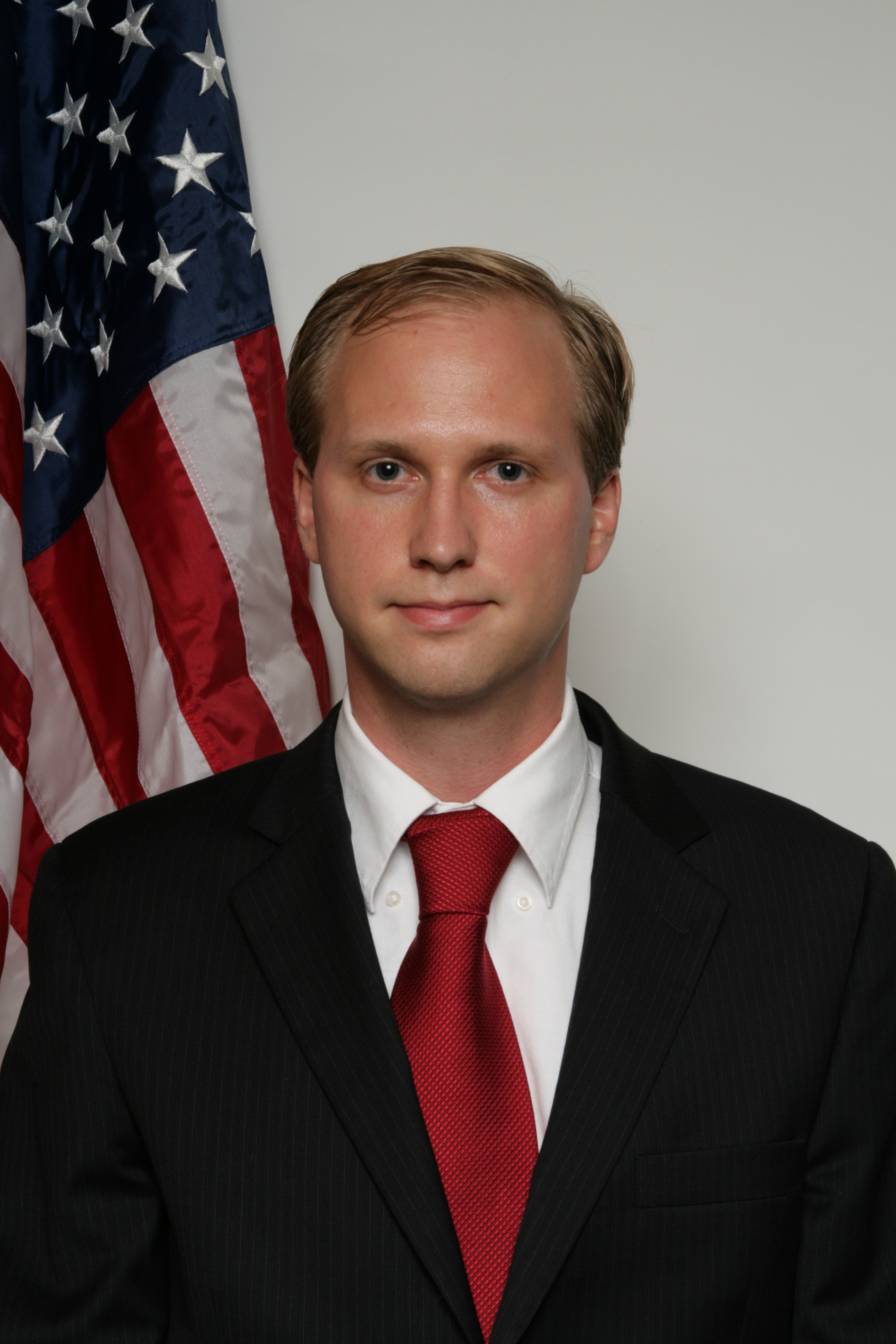
ネイサン・ラーソン／9月18日没

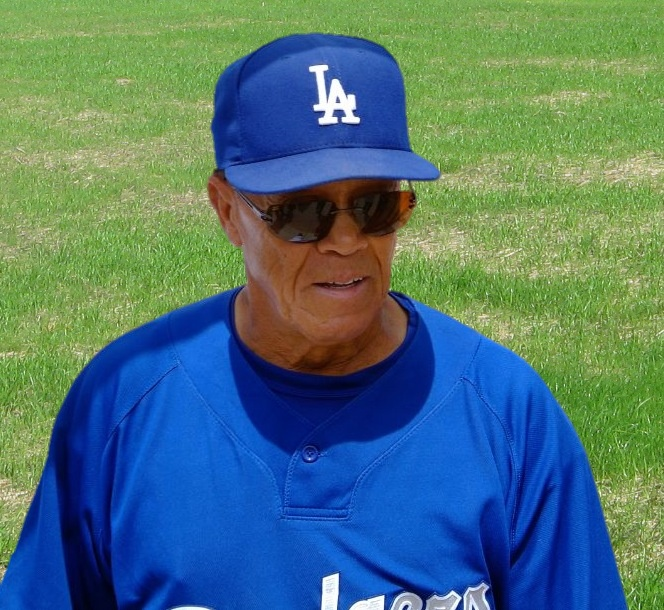
モーリー・ウィルス／9月19日没

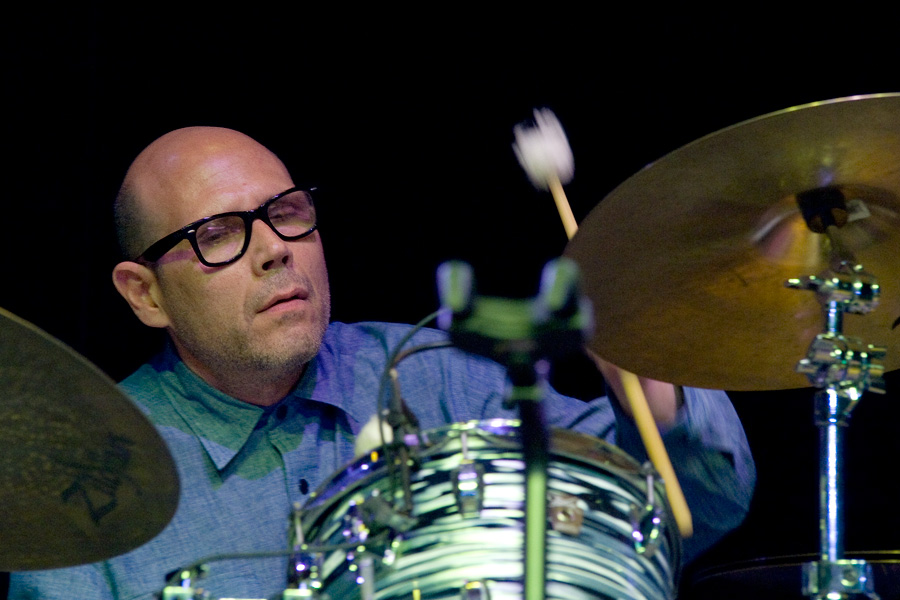
アントン・フィアー／9月21日没

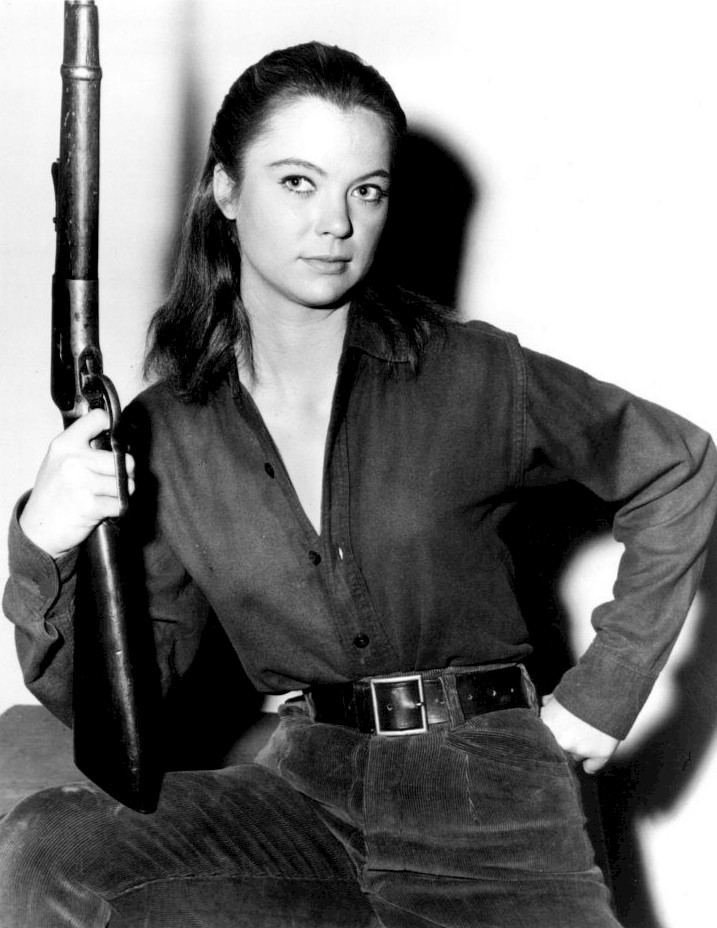
ルイーズ・フレッチャー／9月23日没

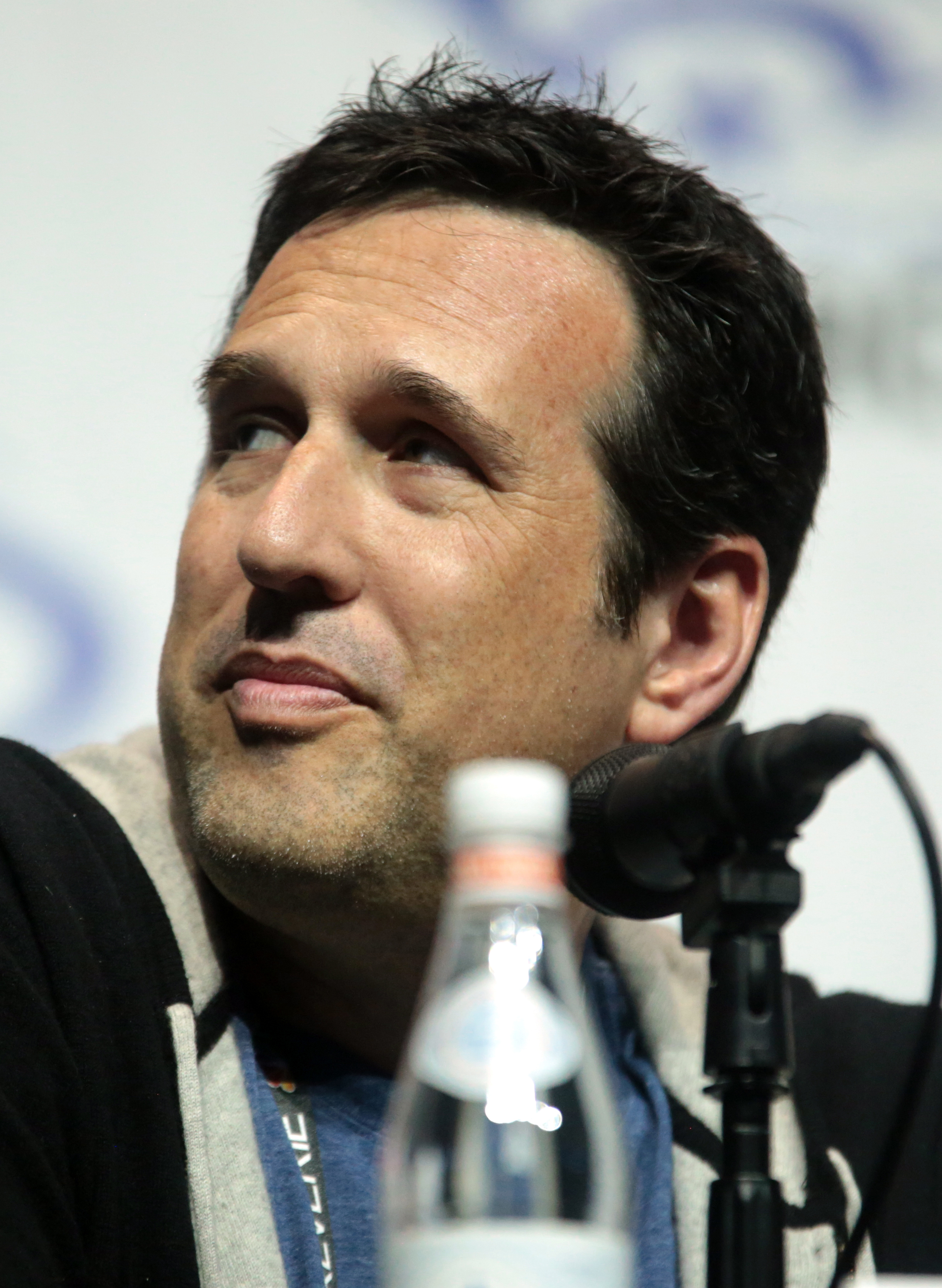
ザック・エストリン／9月23日没

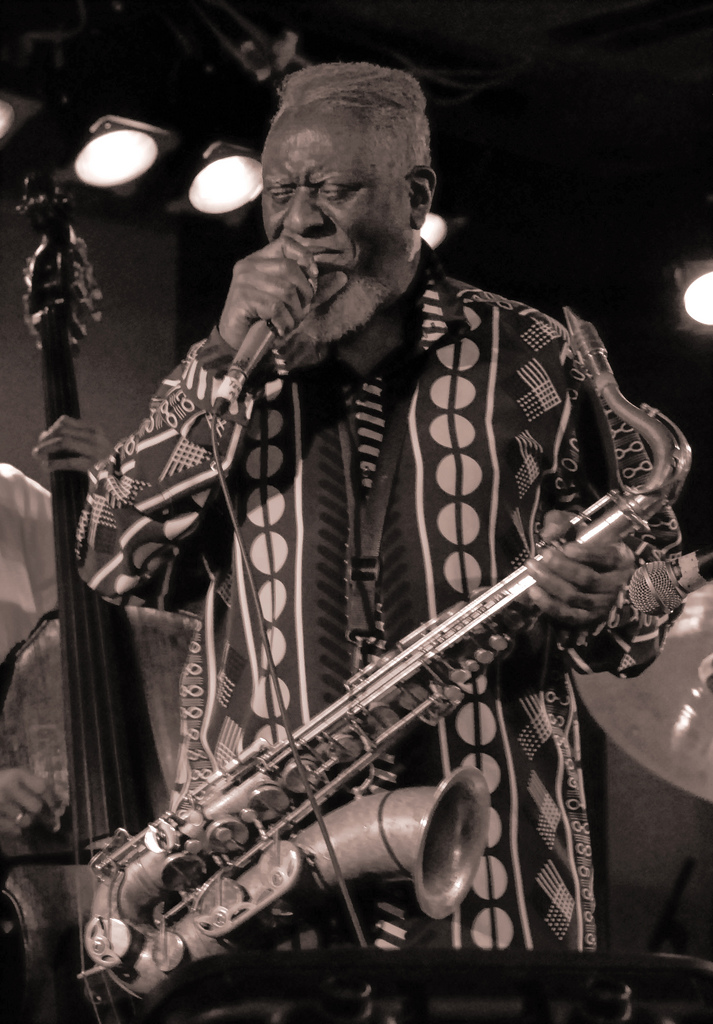
ファラオ・サンダース／9月24日没

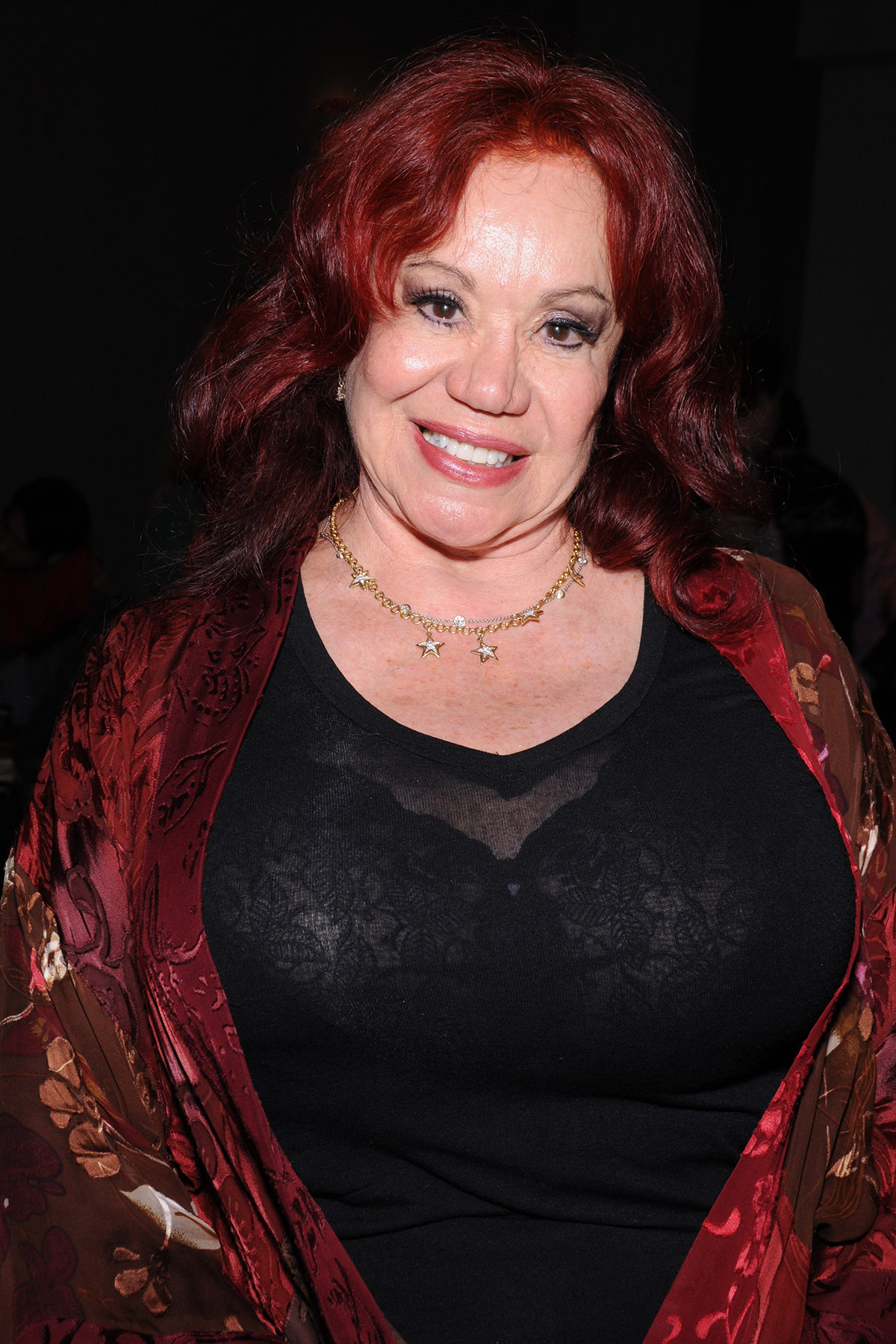
キトゥン・ナティビダッド／9月24日没

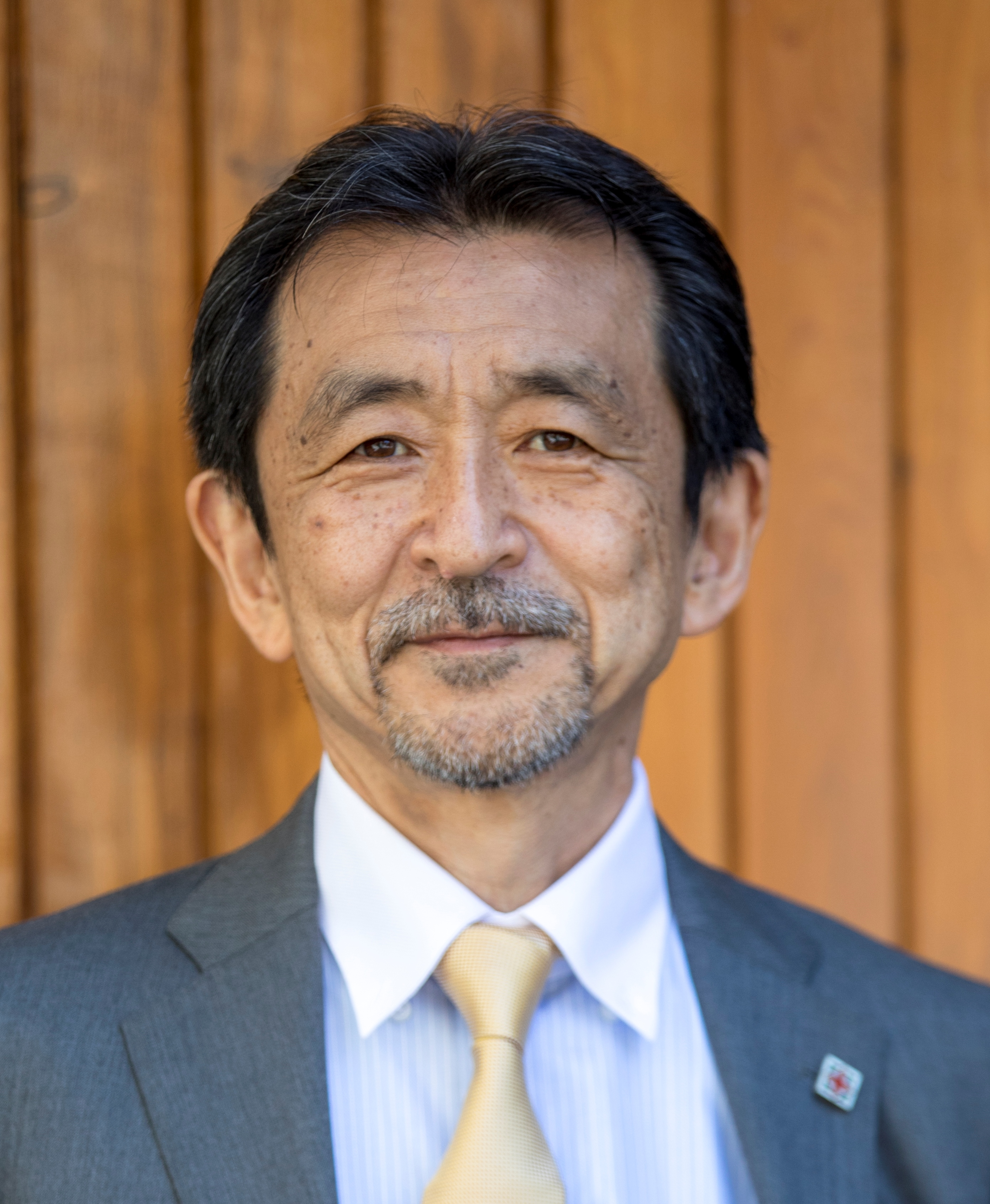
田澤耕／9月24日没

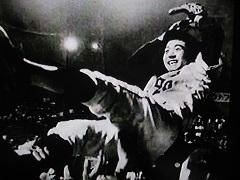
池永正明／9月25日没

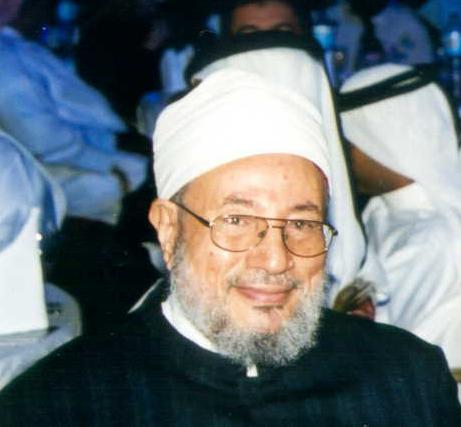
ユースフ・アル＝カラダーウィー／9月26日没

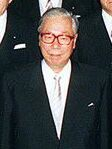
武村正義／9月28日没

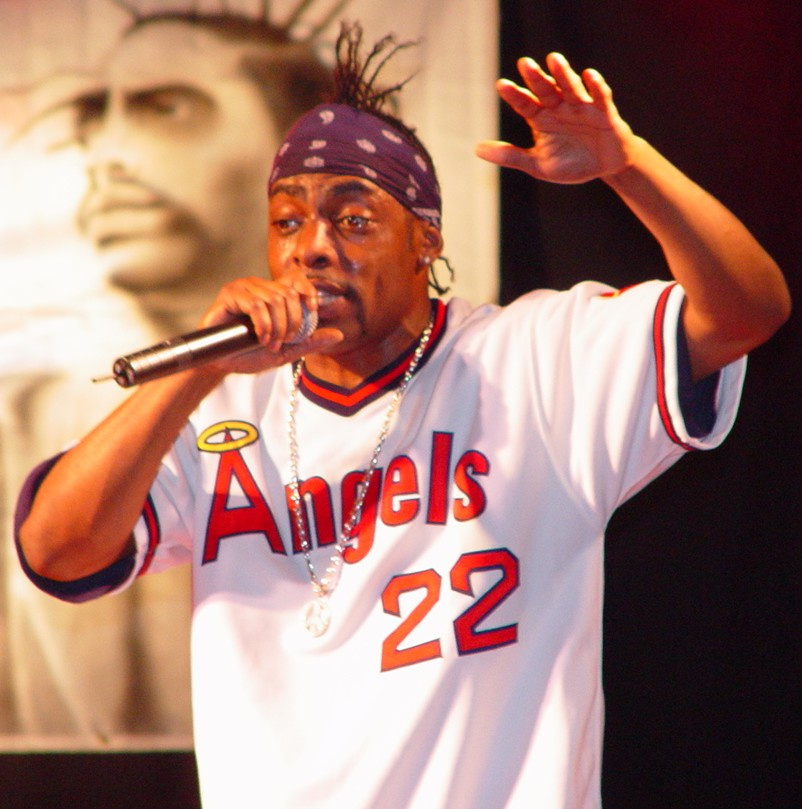
クーリオ／9月28日没

- 9月16日 - 彩木雅夫、日本の作曲家（* 1933年）[113]
- 9月16日 - 田中琢、日本の考古学者、元奈良国立文化財研究所所長（* 1933年）[114]
- 9月16日 - セルゲイ・ゴレンコ（ロシア語版）、ルガンスク人民共和国の検察官、政治家、同国検事総長（* 1982年）[115]
- 9月16日 - 梶田冬磨、日本の俳優、タレント（* 2000年）[116]
- 9月16日 - マフサ・アミニ、イランの女性（* 2000年?）[117]
- 9月17日 - 鴨川義郎、日本の政治家、元旧静岡県小笠郡浜岡町（現御前崎市）長（* 1927年?）[118]
- 9月17日 - マーテン・シュミット、オランダ出身のアメリカ合衆国の天文学者（* 1929年）[119]
- 9月17日 - イーゴリ・マスレンニコフ（英語版）、ロシアの映画監督（* 1931年）[120]
- 9月17日 - ゲシェ・ケルサン・ギャツォ（英語版）、チベット出身のラマ、ニュー・カダンパ・トラディション創設者（* 1931年）[121]
- 9月17日 - 山脇佳朗、日本の被爆者、平和運動家（* 1934年?）[122]
- 9月17日 - ヴラド・ミルニッチ（英語版）、チェコの建築家（* 1941年）[123]
- 9月17日 - 石井いさみ、日本の漫画家（* 1941年）[124]
- 9月17日 - パク・ジョンウン（朝鮮語版）、韓国の歌手（* 1965年）[125]
- 9月18日 - アンナ・チェルノホルスキ（ドイツ語版）、チェコ系ドイツ人のスーパーセンテナリアン（* 1909年）[126]
- 9月18日 - ニック・ホロニアック、アメリカ合衆国の技術者、発明家（* 1928年）[127]
- 9月18日 - 小菅弘正、日本の実業家、元日本トランスシティ社長（* 1928年?）[128]
- 9月18日 - シェル・エスプマルク（英語版）、スウェーデンの作家、スウェーデン・アカデミー会員（* 1930年）[129]
- 9月18日 - ムスタファ・ダギスタンリ（英語版）、トルコの元アマチュアレスリング選手、1956年メルボルンバンタム級・1960年ローマオリンピック同フェザー級金メダリスト（* 1931年）[130]
- 9月18日 - 野田暉行、日本の作曲家、東京芸術大学名誉教授（* 1940年）[131]
- 9月18日 - 鈴木裕生、日本の実業家、アゼアス会長（* 1948年）[132]
- 9月18日 - ネイサン・ラーソン、アメリカ合衆国の政治家（* 1980年）[133]
- 9月19日 - ヴァーノン・ドヴォラック（英語版）、アメリカ合衆国の気象学者（* 1922年）[134]
- 9月19日 - モーリー・ウィルス、アメリカ合衆国の元MLB選手【ロサンゼルス・ドジャースなどに所属】・指導者、元シアトル・マリナーズ監督（* 1932年）[135]
- 9月19日（訃報発表日） - 朴容日、北朝鮮の政治家、最高人民会議常任委員会副委員長（* 1966年）[136]
- 9月19日 - デイビッド・ファーマン（英語版）、アメリカ合衆国の環境保護活動家、Earth First!設立者（* 1947年）[137]
- 9月20日 - セルゲイ・パスケパリス（英語版）、ロシアの俳優、演出家（* 1966年）[138]
- 9月21日 - リディア・アルフォンシ（英語版）、イタリアの女優（* 1928年）[139]
- 9月21日 - ローランド・ブリルシュ（英語版）、ドイツの数学者（* 1932年）[140]
- 9月21日 - 澤田幸弘、日本の映画監督（* 1933年）[141]
- 9月21日 - ベルンハルト・エツケス（英語版）、オランダ出身のスイスのパイプオルガン職人（* 1940年）[142]
- 9月21日 - アナトリー・ゲラシュチェンコ（ロシア語版）、ロシアの科学者、元モスクワ航空研究所（英語版）所長（* 1947年）[143]
- 9月21日 - アントン・フィアー、アメリカ合衆国のドラマー、元ラウンジ・リザーズ・ペル・ウブメンバー（* 1956年）[144]
- 9月22日 - 任溶溶（中国語版）、中華人民共和国の児童文学作家、翻訳家（* 1923年）[145]
- 9月22日 - ドナルド・M・ブリンケン（英語版）、アメリカ合衆国の外交官、元駐ハンガリー大使、アントニー・ブリンケン国務長官の父（* 1925年）[146]
- 9月22日 - 山根常正、日本の実業家、元山陰中央新報社社長（* 1936年）[147]
- 9月22日 - ホルヘ・フォンス（英語版）、メキシコの映画監督（* 1939年）[148]
- 9月22日 - 中村健之介、日本のロシア文学者、北海道大学名誉教授（* 1939年）[149]
- 9月22日（訃報発表日） - ジョン・ハートマン（英語版）、アメリカ合衆国のドラマー、元ドゥービー・ブラザーズメンバー（* 1950年）[150]
- 9月22日 - ヒラリー・マンテル、イギリスの小説家（* 1952年）[151]
- 9月23日 - フランチシェク・ピェチカ（英語版）、ポーランドの俳優（* 1928年）[152]
- 9月23日 - ルイーズ・フレッチャー、アメリカ合衆国の女優（* 1934年）[153]
- 9月23日 - ウィリー・ソエミタ（英語版）、スリナムの政治家、元副大統領（* 1936年）[154]
- 9月23日 - ザック・エストリン、アメリカ合衆国のテレビプロデューサー、脚本家（* 1970年?）[155]
- 9月23日 - スターマン、メキシコの男性プロレスラー（* 1974年）[156]
- 9月23日（訃報発表日） - 大西祐貴、日本のラーメン職人、実業家（* 1979年）[157]
- 9月24日 - 有馬敲、日本の詩人、作家（* 1931年）[158]
- 9月24日 - ハドソン・オースティン（英語版）、グレナダの元軍人、政治家、元グレナダ人民革命軍最高司令官・革命軍事評議会議長（* 1938年）[159]
- 9月24日 - ファラオ・サンダース、アメリカ合衆国のジャズ・ミュージシャン（* 1940年）[160]
- 9月24日 - キトゥン・ナティビダッド、メキシコのポルノ女優（* 1948年）[161]
- 9月24日 - 金子美登、日本の有機農業家、元小川町議会議員（* 1948年）[162]
- 9月24日 - 田澤耕、日本のカタルーニャ語・スペイン文化研究者、法政大学名誉教授（* 1953年）[163]
- 9月24日 - 三上明子、日本のフルート奏者、上野学園大学特任教授（* 1953年）[164]
- 9月24日 - 牧平直、日本の実業家、きょくとう社長（* 1959年）[165]
- 9月25日 - ラファエル・チミシュカン（英語版）、ジョージアの元重量挙げ選手、1952年ヘルシンキオリンピック60kg級金メダリスト【旧ソ連代表】（* 1929年）[166]
- 9月25日 - 菊池昭雄、日本の実業家、元IBC岩手放送社長（* 1931年または1932年）[167]
- 9月25日 - 明石博義、日本の実業家、西日本鉄道相談役（* 1936年）[168]
- 9月25日 - 池永正明、日本の元プロ野球選手【西鉄ライオンズ所属】（* 1946年）[169]
- 9月25日 - 金聖東、韓国の小説家（* 1947年）[170]
- 9月25日 - 船越弘造、日本の実業家、弘南鉄道社長（* 1947年）[171]
- 9月25日 - オレクシー・ジュラフコ（英語版）、ウクライナ出身のロシアの政治家、元最高議会議員（* 1974年）[172]
- 9月25日 - ウエノ直哉、日本の漫画家（* 生年不明）[173]
- 9月26日 - ユースフ・アル＝カラダーウィー、エジプトのウラマー、国際ムスリムウラマー連盟（英語版）会長（* 1926年）[174]
- 9月26日 - 川手生巳也、日本の実業家、元日産火災海上保険（現損害保険ジャパン）社長（* 1929年）[175]
- 9月26日 - 高浪満、日本の分子生物学者、京都大学名誉教授（* 1929年）[176]
- 9月26日 - 鈴木幸雄、日本の元プロ野球選手【阪急ブレーブス所属】（* 1932年）[177]
- 9月26日 - ジョー・バサード（英語版）、アメリカ合衆国のレコード収集家（* 1936年）[178]
- 9月26日 - 野田哲雄、日本の英語教育学者、東京学芸大学名誉教授（* 1944年）[179]
- 9月26日 - 佐野眞一、日本のジャーナリスト、ノンフィクション作家（* 1947年）[180]
- 9月26日 - ヒラリー・ネルソン（英語版）、アメリカ合衆国の登山家（* 1974年）[181]
- 9月27日 - アンドリュー・ヴァン・デル・ビジル（英語版）、オランダのキリスト教宣教師、オープン・ドアーズ設立者（* 1928年）[182]
- 9月27日 - ロナルド・ジョーンズ、アメリカ合衆国の経済学者、ロチェスター大学名誉教授（* 1931年）[183]
- 9月27日 - 有吉道夫、日本の将棋棋士（* 1935年）[184]
- 9月27日 - 江原真二郎、日本の俳優（* 1936年）[185]
- 9月27日 - 矢代恒彦、日本のキーボーディスト、ロックバンド「パール兄弟」メンバー（* 1960年）[186][187]
- 9月28日 - 武村正義、日本の政治家、自治官僚、政治評論家、元衆議院議員【自由民主党・新党さきがけ所属】、第56代内閣官房長官、第100代大蔵大臣、第8-10代滋賀県知事、第6代八日市市長（* 1934年）[188]
- 9月28日 - 桑江良一、日本の実業家、元沖縄ホーメル会長（* 1939年）[189]
- 9月28日 - 前田忠明、日本の芸能リポーター（* 1941年）[190]
- 9月28日 - 譚彦彬、日本の料理人（* 1943年）[191]
- 9月28日 - クーリオ、アメリカ合衆国のラップ歌手（* 1963年）[192]
- 9月29日 - 今井琉璃男、日本の実業家、ジャーナリスト、元愛媛新聞社社長（* 1928年）[193]
- 9月29日 - ヘクター・ロペス（英語版）、パナマの元MLB選手【カンザスシティ・アスレチックス、ニューヨーク・ヤンキース所属】（* 1929年）[194]
- 9月29日 - ポール・ヴェーヌ、フランスの歴史家（* 1930年）[195]
- 9月29日 - 山脇百合子、日本のイラストレーター、絵本作家、挿絵画家（* 1941年）[196]
- 9月30日 - 渡辺みどり、日本の皇室ジャーナリスト（* 1934年）[197]
- 9月30日 - ダン・ワイデン（英語版）、アメリカ合衆国の実業家、ワイデン+ケネディ（英語版）共同創業者（* 1945年）[198]
- 9月30日 - 六代目三遊亭円楽、日本の落語家（* 1950年）[199]
- 9月30日 - ユーリー・ザイツェフ（英語版）、ウクライナの元重量挙げ選手、1976年モントリオールオリンピック110kg級金メダリスト【旧ソ連代表】（* 1951年）[200]
- 9月30日 - 細江茂樹、日本の政治家、元岐阜県加茂郡白川町長（* 1953年）[201]
- 9月30日 - アレクセイ・カテリニチェフ（ロシア語版）、ロシアの軍人、FSB・非常事態省官僚、ヘルソン州軍民行政府第一副長官（* 1974年）[202]
- 9月30日 - イヴァン・ペチュニン（ロシア語版）（ウォーキー・T）、ロシアのラッパー（* 1995年）[203]

## 没日不明
- 9月中 - 肥塚隆、日本の美術史学者、大阪大学名誉教授（* 1941年）[204]